# 安民站
安民站，位于中华人民共和国辽宁省铁岭市西丰县安民镇，是开源铁路上的火车站，开丰铁路和辽西铁路的交轨点，建于1960年，由沈阳铁路局管辖。

## 歷史
建于1960年。

## 车站位置
位于K79+200(开丰铁路）DK0+000(辽西铁路）

## 外部連結
- 中国铁路客户服务中心（页面存档备份，存于）